# جولي فابر
جولي فابر (بالفرنسية: Julie Fabre)‏ هي سباحة متزامنة فرنسية، ولدت في 27 يونيو 1976 في نيس في فرنسا.

## وصلات خارجية
- جولي فابر على موقع الاتحاد الدولي للسباحة (الإنجليزية)
- جولي فابر على موقع اللجنة الأولمبية الدولية (الإنجليزية)
- جولي فابر على موقع أوليمبيديا (الإنجليزية)